# Église d'Ummeljoki
L'église d'Ummeljoki (en finnois : Ummeljoen kirkko) est une église en bois construite dans le village d'Ummeljoki à Anjalankoski dans la commune de Kouvola en Finlande,.

## Description
Le bâtiment a été construit en 1903 par l'association chrétienne des jeunes d'Ummeljoki  pour leur servir de salle de prière.
Le bâtiment est cédé à la paroisse d'Anjalankoski en 1951, puis rénové et consacré comme église en 1959. 
La nef est divisée en deux parties par une porte coulissante, la superficie totale est de 112 mètres carrés. 
Elle dispose de 140 places.
L'autel porte un crucifix en bois datant de 1959.